# Tulburea-Văleni
Tulburea-Văleni – wieś w Rumunii, w okręgu Prahova, w gminie Predeal-Sărari. W 2011 roku liczyła 32 mieszkańców.